# حميد درويش
حميد درويش (10 يناير 1972) لاعب كرة قدم بحريني يلعب حاليا لصالح نادي الدرجة الأولى المنامة البحريني في مركز المهاجم من 1990 كما يجيد اللعب في مركزي الجناح الأيمن والوسط المهاجم.